# Harald Fuhr
Harald Fuhr (* 22. März 1954 in Bad Schwalbach) ist ein deutscher Politikwissenschaftler.

## Leben
Fuhr studierte von 1972 bis 1979 Politische Wissenschaften, Soziologie, Volkswirtschaftslehre und Geschichte an der Universität Frankfurt am Main und der Philipps-Universität Marburg. Von 1980 bis 1982 war er Stipendiat der Friedrich-Ebert-Stiftung in Südamerika. Danach war er wissenschaftlicher Mitarbeiter und Assistent an der Universität Konstanz. 1985 wurde er mit der Dissertation Bauern und Parteifunktionäre. Eine Untersuchung zur politischen Dymnamik des peruanischen Agrarsektors 1969–1981 zum Dr. rer. soc. promoviert. 1993 habilitierte er sich und wurde Privatdozent.
Fuhr war von 1993 bis 1997 Senior Public Sector Management Specialist für Lateinamerika und die Karibik der Weltbank in Washington, D.C. Darüber hinaus war er Hauptautor des Weltentwicklungsberichts von 1997. Bis Sommer 2019 war er Professor für Internationale Politik an der Wirtschafts- und Sozialwissenschaftlichen Fakultät der Universität Potsdam, wo er bis zu seiner Emeritierung lehrte und forschte. Während seiner Lehrstuhltätigkeit koordinierte er von 2006 bis 2009 den Sonderforschungsbereich 700 „Governance in Räumen begrenzter Staatlichkeit: Neue Formen des Regierens?“. Sein Forschungsschwerpunkt liegt im Governance in den Entwicklungsländern, der internationalen Entwicklung und dem Klimawandel.
Er ist darüber hinaus als Berater für internationale Organisationen u. a. das Bundesministerium für wirtschaftliche Zusammenarbeit und Entwicklung (BMZ), die Deutsche Gesellschaft für Internationale Zusammenarbeit (GIZ), die Weltbank und das Entwicklungsprogramm der Vereinten Nationen (UNDP) tätig. Fuhr war in der Vergangenheit Gastprofessor an der York University in Toronto, der Universidad de Costa Rica in San Jose, der Sedat Academy for Management Sciences in Kairo, der Universität Mailand und dem National Institute of Development Administration (NIDA) in Bangkok.

## Schriften (Auswahl)
- Agrarreform und Bauernbewegung in Peru. Mit einem Vorwort von Hartmut Elsenhans. Campus Verlag, Frankfurt am Main 1979, ISBN 3-593-32467-9.
- Bauern und Parteifunktionäre. Eine Untersuchung zur politischen Dymnamik des peruanischen Agrarsektors 1969–1981 (= Forschungen zu Lateinamerika. Band 10). Breitenbach, Saarbrücken u. a. 1987, ISBN 3-88156-369-5.
- Mit Pedro T. B. Assunção, Brigitte Späth: Internationale Organisationen, Entwicklungsverwaltungen und Kleingewerbeförderung in der dritten Welt. Nomos, Baden-Baden 1993, ISBN 3-7890-2829-0.
- Entwicklungstheorie und Entwicklungspolitik. Eine Einführung. Nomos, Baden-Baden 2010, ISBN 978-3-8329-2203-0.